# Греція на зимових Олімпійських іграх 1998
Греція на зимових Олімпійських іграх 1998 у Нагано була представлена 13 спортсменами (10 чоловіками та 3 жінками) у 6 видах спорту. Прароносцем на церемонії відкриття Ігор став гірськолижник Васіліс Дімітріадіс. Грецькі спортсмени не здобули жодних медалей.

## Спортсмени
| Вид спорту          | Чоловіки | Жінки | Всього |
| ------------------- | -------- | ----- | ------ |
| Біатлон             | 1        | 0     | 1      |
| Бобслей             | 4        | 0     | 4      |
| Гірськолижний спорт | 1        | 1     | 2      |
| Лижні перегони      | 1        | 1     | 2      |
| Санний спорт        | 1        | 0     | 1      |
| Сноубординг         | 2        | 1     | 2      |
| Усього              | 10       | 3     | 13     |

Гірськолижний спорт
- Васіліс Дімітріадіс
- Софія Містріоті

Біатлон
- Афанасіос Цакіріс

Бобслей
- парний — Джон-Ендрю Камбаніс та Грег Себальд
- 4-ос. — Грег Себальд, Анастасіос Папаконстантіну, Панайотіс Колотурос, Джон-Ендрю Камбаніс

Лижні перегони
- Лефтеріс Фафаліс
- Катерина Анастасіу

Санний спорт
- Спірос Пінас

Сноуборд
- Маркос Хідзікіріякіс
- Стергіос Паппос
- Маруса Паппу

## Біатлон
Спринт
| Дисципліна               | Спортсмен         | Промахи | Час     | Місце |
| ------------------------ | ----------------- | ------- | ------- | ----- |
| спринт, 10 км (чоловіки) | Афанасіос Цакіріс | 2       | 31:14.6 | 58    |

Дистанція
| Дисципліна                            | Спортсмен         | Час       | Промахи | Розрахунковий час | Місце |
| ------------------------------------- | ----------------- | --------- | ------- | ----------------- | ----- |
| індивідуальна гонка, 20 км (чоловіки) | Афанасіос Цакіріс | 1'01:38.8 | 5       | 1'06:38.8         | 65    |

## Бобслей
| След  | Спортсмени                                                                  | Дисципліна          | 1-й заїзд | 1-й заїзд | 2-й заїзд | 2-й заїзд | 3-й заїзд | 3-й заїзд | 4-й заїзд | 4-й заїзд | Сума    | Сума  |
| След  | Спортсмени                                                                  | Дисципліна          | Час       | Місце     | Час       | Місце     | Час       | Місце     | Час       | Місце     | Час     | Місце |
| ----- | --------------------------------------------------------------------------- | ------------------- | --------- | --------- | --------- | --------- | --------- | --------- | --------- | --------- | ------- | ----- |
| GRE-1 | Грег Себальд Джон-Ендрю Камбаніс                                            | двійки (чоловіки)   | 56.62     | 31        | 57.13     | 36        | 56.45     | 31        | 56.37     | 31        | 3:46.57 | 30    |
| GRE-1 | Грег Себальд Анастасіос Папаконстантіну Петер Колотурос Джон-Ендрю Камбаніс | четвірки (чоловіки) | 55.94     | 31        | 56.18     | 32        | 56.14     | 31        |           |           | 2:48.26 | 31    |

## Гірськолижний спорт
| Спортсмен           | Дисципліна                 | Спуск 1 | Спуск 2 | Разом   | Разом |
| Спортсмен           | Дисципліна                 | Час     | Час     | Час     | Місце |
| ------------------- | -------------------------- | ------- | ------- | ------- | ----- |
| Васіліс Дімітріадіс | слалом (чоловіки)          | DNF     | –       | DNF     | –     |
| Софія Містріоті     | гігантський слалом (жінки) | 1:39.76 | 1:52.44 | 3:32.20 | 34    |

## Лижні перегони
Дистанційні перегони
| Спортсмен          | Дисципліна                        | Результат | Результат |
| Спортсмен          | Дисципліна                        | Час       | Місце     |
| ------------------ | --------------------------------- | --------- | --------- |
| Лефтеріс Фафаліс   | 10 км класичним стилем (чоловіки) | 34:13.7   | 86        |
| Катерина Анастасіу | 5 км класичним стилем (жінки)     | 23:15.8   | 79        |

## Санний спорт
| Спортсмен    | Дисципліна                | 1-й заїзд | 1-й заїзд | 2-й заїзд | 2-й заїзд | 3-й заїзд | 3-й заїзд | 4-й заїзд | 4-й заїзд | Сума     | Сума  |
| Спортсмен    | Дисципліна                | Час       | Місце     | Час       | Місце     | Час       | Місце     | Час       | Місце     | Час      | Місце |
| ------------ | ------------------------- | --------- | --------- | --------- | --------- | --------- | --------- | --------- | --------- | -------- | ----- |
| Спірос Пінас | одномісні сани (чоловіки) | 51.628    | 28        | 51.123    | 24        | 51.335    | 22        | 51.294    | 23        | 3:25.380 | 24    |

## Сноубординг
| Спортсмен            | Дисципліна                    | Спуск 1 | Спуск 2 | Разом   | Разом |
| Спортсмен            | Дисципліна                    | Час     | Час     | Час     | Місце |
| -------------------- | ----------------------------- | ------- | ------- | ------- | ----- |
| Стергіос Паппос      | гігантський слалом (чоловіки) | DNF     | –       | DNF     | –     |
| Маркос Хацикирікакіс | гігантський слалом (чоловіки) | 1:06.40 | DNF     | DNF     | –     |
| Марісу Паппу         | гігантський слалом (жінки)    | 1:33.55 | 1:22.98 | 2:56.53 | 21    |